# Cicadatra
Cicadrata, Rustavelia
Genre
Synonymes
- Cicadrata Kolenati (d), 1857
- Rustavelia Horvath (d), 1912

Espèces de rang inférieur
- Cicadatra atra (Olivier, 1790) : espèce type
- voir paragraphe #Liste d'espèces

Cicadatra est un genre d'insectes hémiptères de la famille des Cicadidae (cigales) et de la sous-famille des Cicadinae.

## Classification
Le genre Cicadatra est décrit en 1857 par le zoologiste tchèque et allemand Kolenati (d) (1812-1864),.

### Genre type
Cicadatra est le genre-type de la tribu des Cicadatrini Distant, 1905.

### Espèce type
L'espèce type est Cicadatra atra (Olivier, 1790)

## Liste d'espèces
Selon GBIF en 2022 et BioLib, les espèces référencées sont au nombre quarante-sept :
1. Cicadatra abdominalis Schumacher, 1923
2. Cicadatra acberi (Distant, 1888)
3. Cicadatra adanai Kartal, 1980
4. Cicadatra alhageos (Kolenati, 1857)
5. Cicadatra anoea (Walker, 1850)
6. Cicadatra appendiculata Linnavuori, 1954
7. Cicadatra ashrafi Ahmed, Sanborn & Akhter, 2013
8. Cicadatra atra (Olivier, 1790) - type species[4]
9. Cicadatra barbodi Mozaffarian & Sanborn, 2013
10. Cicadatra bistunensis Mozaffarian & Sanborn, 2010
11. Cicadatra erkowitensis Linnavuori, 1973
12. Cicadatra flavicollis Horváth, 1911
13. Cicadatra genoina Dlabola, 1979
14. Cicadatra gingat China, 1926
15. Cicadatra gregoryi China, 1925
16. Cicadatra hagenica Dlabola, 1987
17. Cicadatra hei Wang, He & Wei, 2017
18. Cicadatra hyalina (Fabricius, 1798)
19. Cicadatra hyalinata (Brullé, 1832)
20. Cicadatra icari Simões, Sanborn & Quartau, 2013
21. Cicadatra inconspicua Distant, 1912
22. Cicadatra karachiensis Ahmed, Sanborn & Hill, 2010[4]
23. Cicadatra karpathosensis Simões, Sanborn & Quartau, 2013
24. Cicadatra kermanica Dlabola, 1970
25. Cicadatra longipennis Schumacher, 1923
26. Cicadatra lorestanica Mozaffarian & Sanborn, 2010
27. Cicadatra mirzayansi Dlabola, 1981
28. Cicadatra naja Dlabola, 1979
29. Cicadatra pallasi Schumacher, 1923
30. Cicadatra pazukii Mozaffarian & Sanborn, 2015
31. Cicadatra persica Kirkaldy, 1909
32. Cicadatra platyptera Fieber, 1876
33. Cicadatra querula (Pallas, 1773)[5]
34. Cicadatra raja Distant, 1906
35. Cicadatra ramanensis Linnavuori, 1962
36. Cicadatra reinhardi Kartal, 1980
37. Cicadatra sankara (Distant, 1904)
38. Cicadatra serresi (Meunier, 1915)
39. Cicadatra shaluensis China, 1925
40. Cicadatra shapur Dlabola, 1981
41. Cicadatra tandojamensis Ahmed, Sanborn & Akhter, 2013
42. Cicadatra tenebrosa Fieber, 1876
43. Cicadatra vulcania Dlabola & Heller, 1962
44. Cicadatra walkeri Metcalf, 1963
45. Cicadatra xantes (Walker, 1850)
46. Cicadatra zahedanica Dlabola, 1970
47. Cicadatra ziaratica Ahmed, Sanborn & Akhter, 2012

## Espèce fossile
Selon Paleobiology Database en 2023, une seule espèce fossile est référencée :
- †Cicadatra serresi (Meunier 1915)[6].

## Galerie

Quelques espèces vivantes du genre Cicadatra.
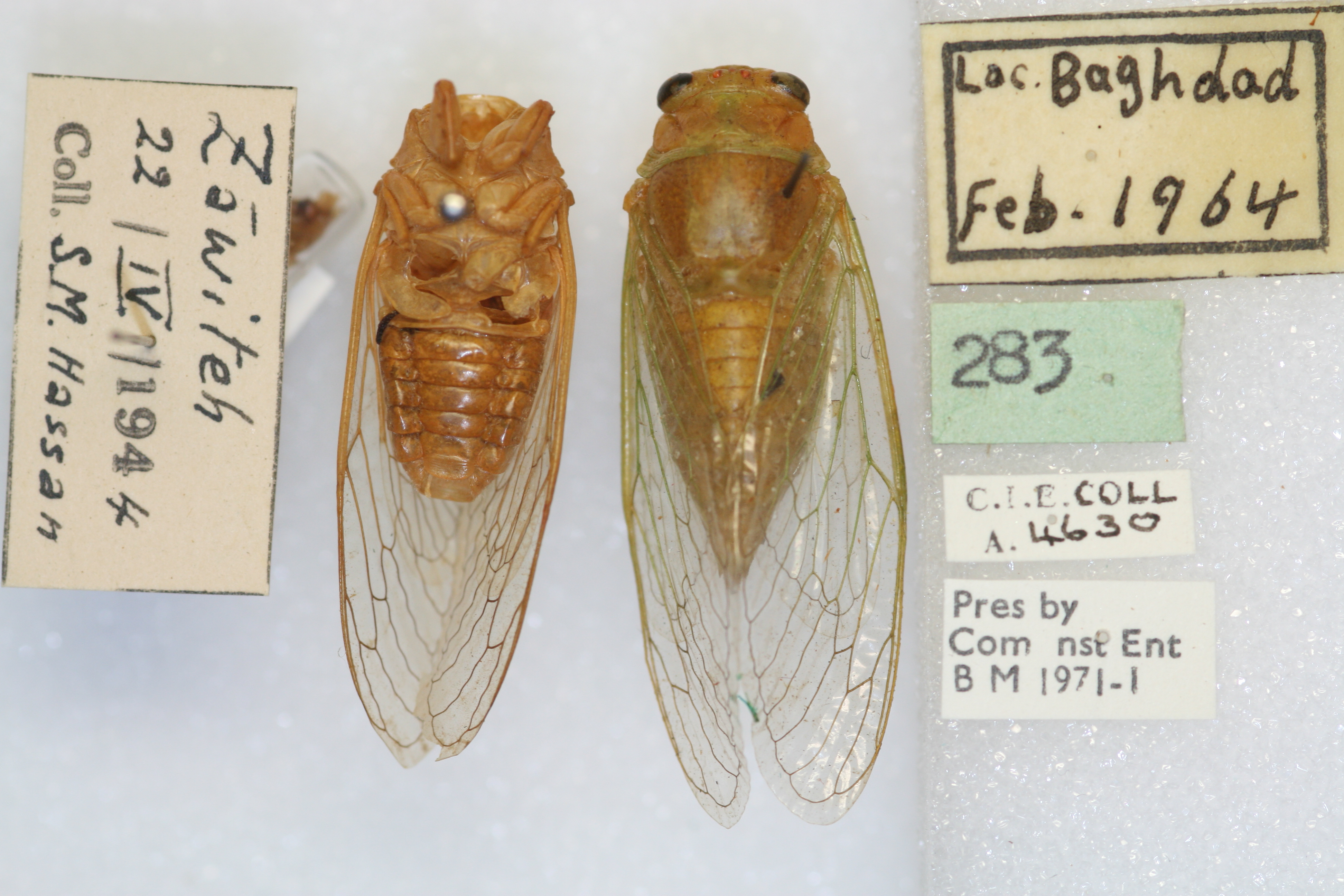
Cicadatra alhalgeos.
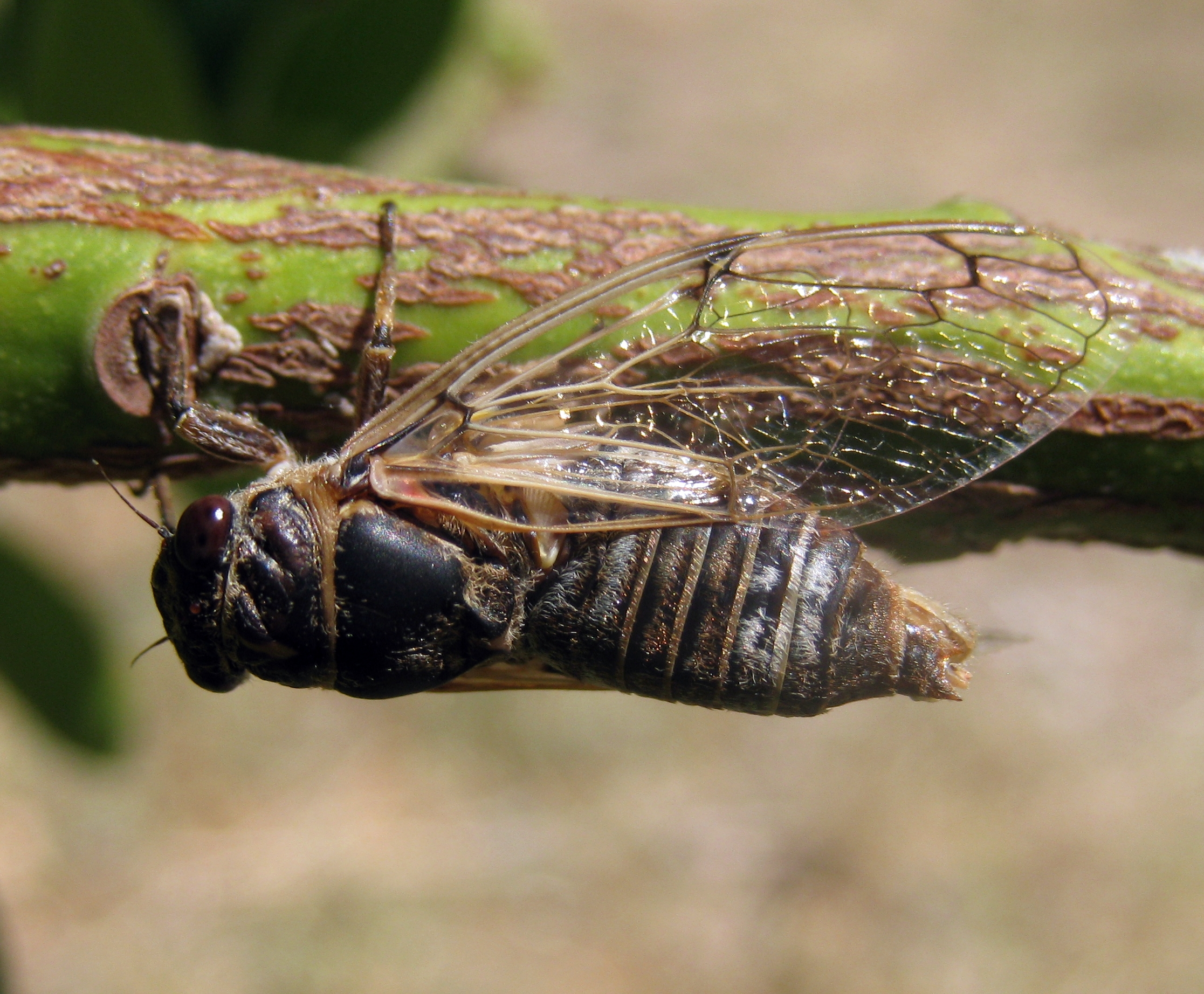
Cicadatra atra.
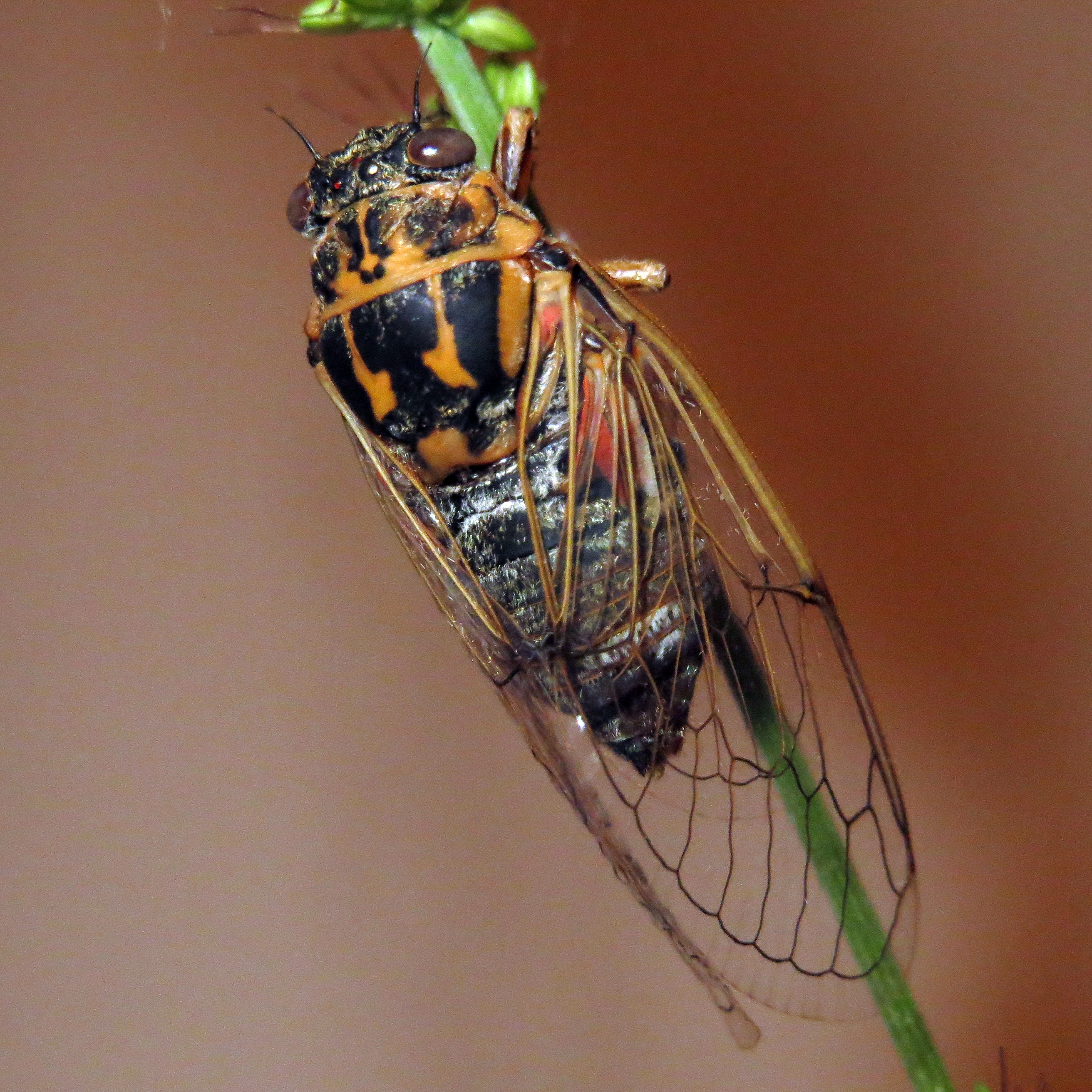
Cicadatra hyalina.
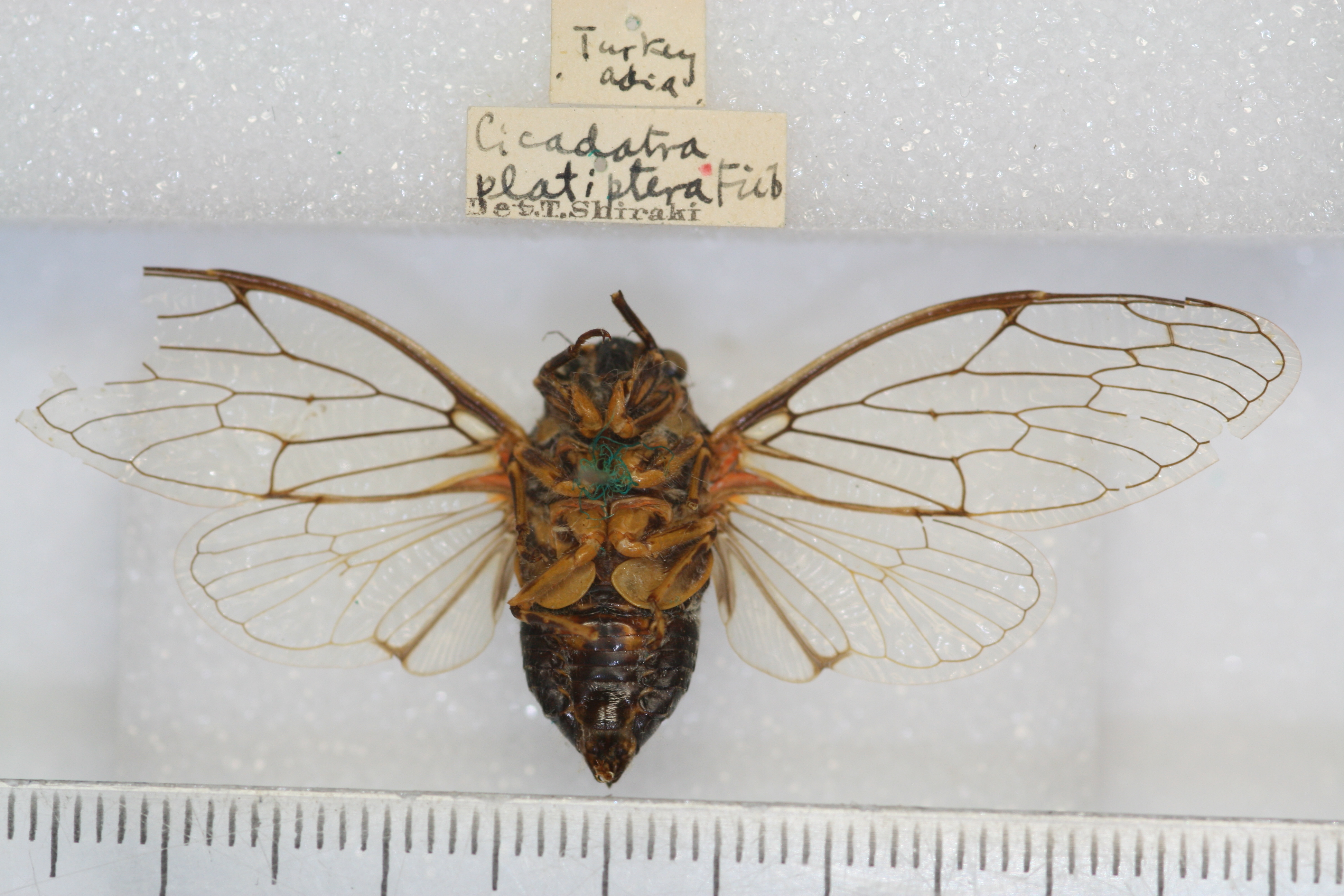
Cicadatra persica.
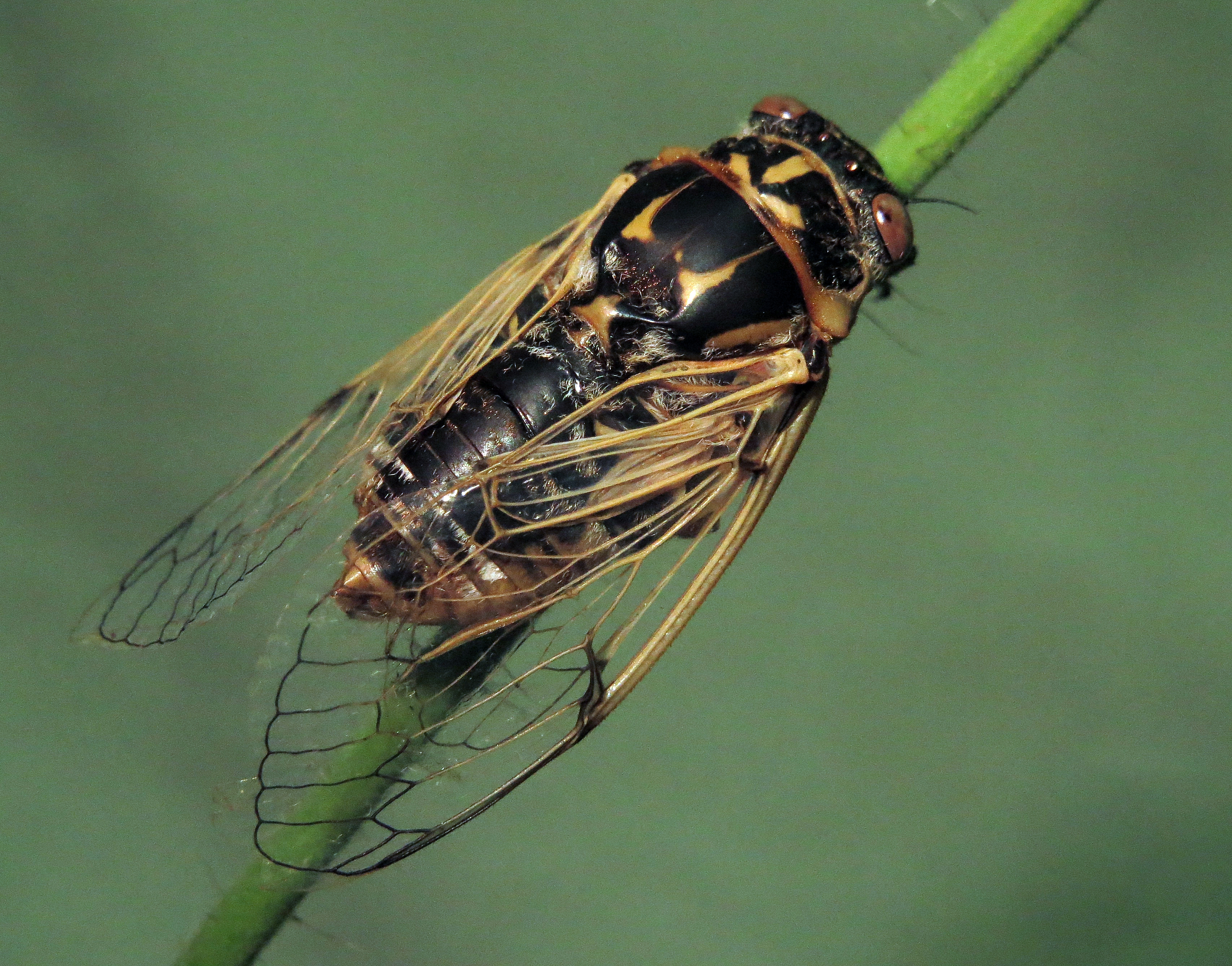
Cicadatra platyptera.
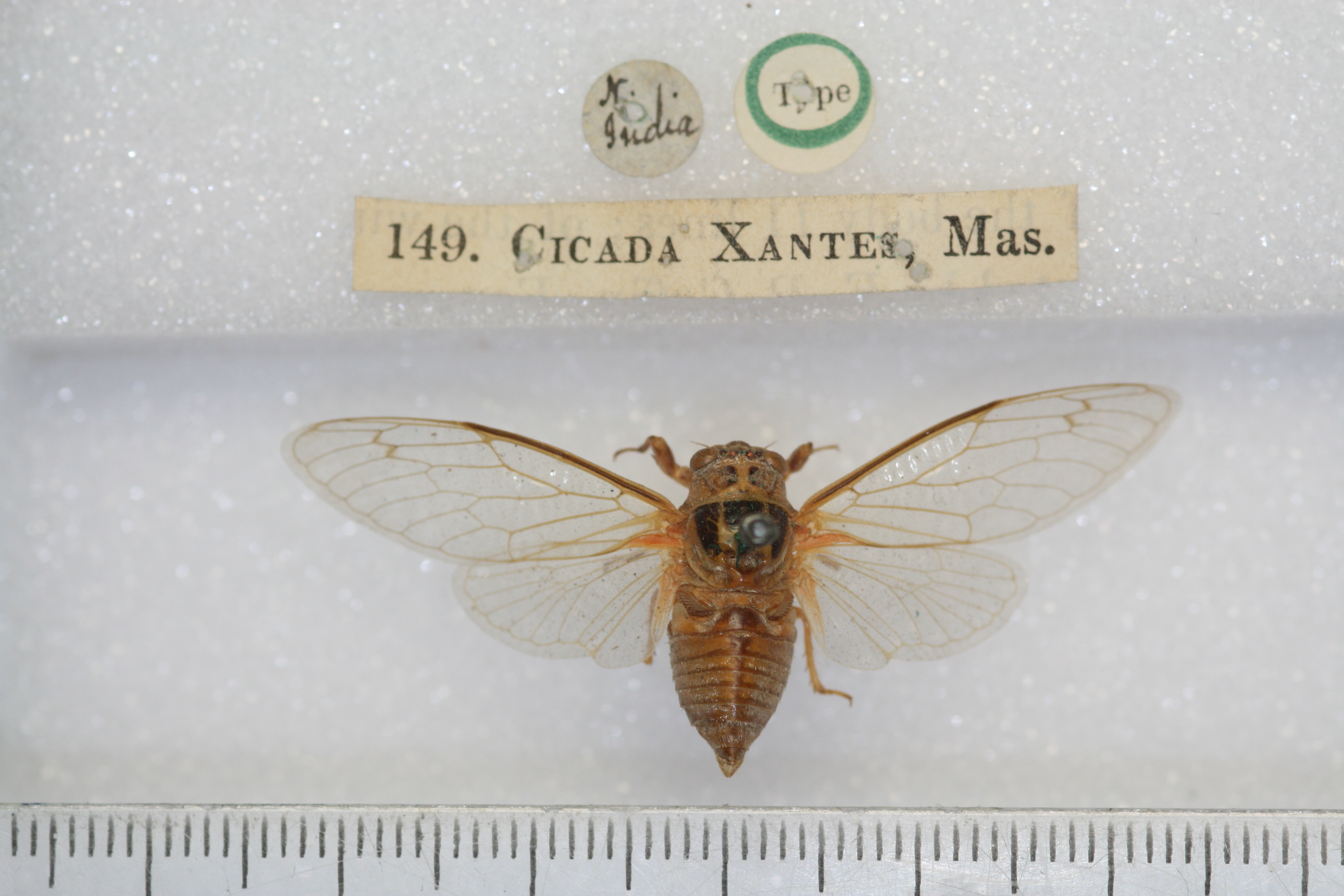
Cicadatra xantes.